# Хатт, Анна-Карин
Сара Анна-Карин Хатт (швед. Sara Anna-Karin Hatt, ранее по мужу Альтеро, Alterå, урождённая Андерссон, Andersson; род. 7 декабря 1972, Грютерюд, Йёнчёпинг) — шведский политический и государственный деятель. Лидер Партии центра с 3 мая 2025 года.

## Биография
Родилась 7 декабря 1972 года в приходе Грютерюд в коммуне Йиславед в лене Йёнчёпинг на юге Швеции.
С 5-летнего возраста жила на ферме в деревне Моссхульт в коммуне Хюльте в лене Халланд.
В 1995 году получила степень бакалавра искусств в области политологии, международных отношений, а также исследования мира и конфликтов в Гётеборгском университете.

## Политическая карьера
С 1994 по 1998 год входила в руководство молодёжной организации Партии центра (CUF), с 1995 по 1998 год была председателем NCF — зонтичной организации для молодёжных центристских организаций Финляндии, Швеции и Норвегии. В 1996 году баллотировалась на пост председателя CUF, но проиграла Магдалене Франссонс 65 голосами против 109.
Была редактором ежедневных газет Hallands Nyheter и Södermanlands Nyheter, принадлежащих Партии центра. В 1995 году возглавила Международный фонд Партии центра (CIS). В 1998 году стала спичрайтером лидера Партии центра Леннарта Далеуса, первого заместителя Андреаса Карлгрена и второго заместителя Мод Олофссон.
В 2000 году ушла из политики, была вице-президентом стокгольмского PR-агентства Kind & Partners, а затем генеральным директором образовательной компании Didaktus.
Вернулась в политику в 2003 году, когда Мод Олофссон, ставшая лидером Партии центра в 2001 году, отвела ей ключевую роль в создании «Альянса за Швецию».
По итогам парламентских выборов 17 сентября 2006 года «Альянс за Швецию» сформировал коалиционное правительство под руководством премьер-министра Фредрика Райнфельдта, в котором Хатт стала государственным секретарём Партии центра в координационном бюро в Канцелярии премьер-министра Швеции.
Как «литературный негр» написала книги Мод Олофссон  Min dröm för Sverige (2006) и Ett land av friherrinnor (2010, в сотрудничестве с  Грегером Хаттом).
5 октября 2010 года Анна-Карин Хатт назначена министром по делам регионов и информационных технологий в Министерстве промышленности, возглавляемом министром промышленности Мод Олофссон, в коалиционном правительстве под руководством премьер-министра Фредрика Райнфельдта, сформированном по итогам парламентских выборов 19 сентября.
После отставки Мод Олофссон, Анна-Карин Хатт баллотировалась на пост нового лидера Партии центра, 23 сентября 2011 года новым лидером партии единогласно избрана Анни Лёф, вторым заместителем лидера партии — Анна-Карин Хатт.
29 сентября 2011 года Анна-Карин Хатт по предложению нового министра промышленности Анни Лёф назначена министром энергетики и информационных технологий. 3 октября 2014 года правительство ушло в отставку.
В 2015 году ушла из политики.

## Карьера в бизнесе
В 2015 году стала генеральным директором «Альмеги» — ведущего шведского союза предприятий сферы услуг, входящего в структуру Конфедерации шведского бизнеса — основной организации, представляющей работодателей в Швеции. В этом качестве была членом совета директоров некоммерческой организации Trygghetsfonden TSL, помогающей людям, которые были уволены, найти работу, открыть собственный бизнес или начать обучение, а также членом совета директоров некоммерческой организации TRR Trygghetsrådet, которая предлагает помощь людям, которые были уволены, и в 2016—2019 годах — членом совета директоров пенсионного фонда Alecta. Была членом совета директоров научно-исследовательского института Ratio.
С 2019 года, в течение почти шести лет была генеральным директором Федерации шведских фермеров (LRF). Покинула пост 14 апреля 2025 года после выдвижения на пост нового лидера Партии центра. Была членом совета директоров Sweden Food Arena (2020–2021), заместителем председателя и председателем Svensk Kooperation (2019–2024).

## Возвращение в политику
После отставки Мухаррема Демирока, 14 апреля 2025 года Анна-Карин Хатт выдвинута на пост нового лидера Партии центра и на внеочередном съезде партии в субботу, 3 мая в Стокгольме избрана единогласно. Стала 14-м лидером Партии центра.

## Личная жизнь
Живёт в Стокгольме.
В 1996 году вышла замуж за однопартийца Ула Альтеро (Ola Alterå; род. 1965). В 2002 году развелись. У пары двое детей 1997 и 2002 года рождения. Её старшая дочь Ида Альтеро в 2019—2021 годах была председателем молодёжной организации Партии центра.
В 2009 году вышла замуж за однопартийца Грегера Хатта (Greger Hatt; род. 1963), для которого это также был второй брак. В 2012 году развелись. У пары один ребёнок (род. 2011).
В 2019 году вышла замуж за коллегу по бизнесу Пьера Сандберга (Pierre Sandberg; род. 1972). В 2020 году развелись.